# CAR-15

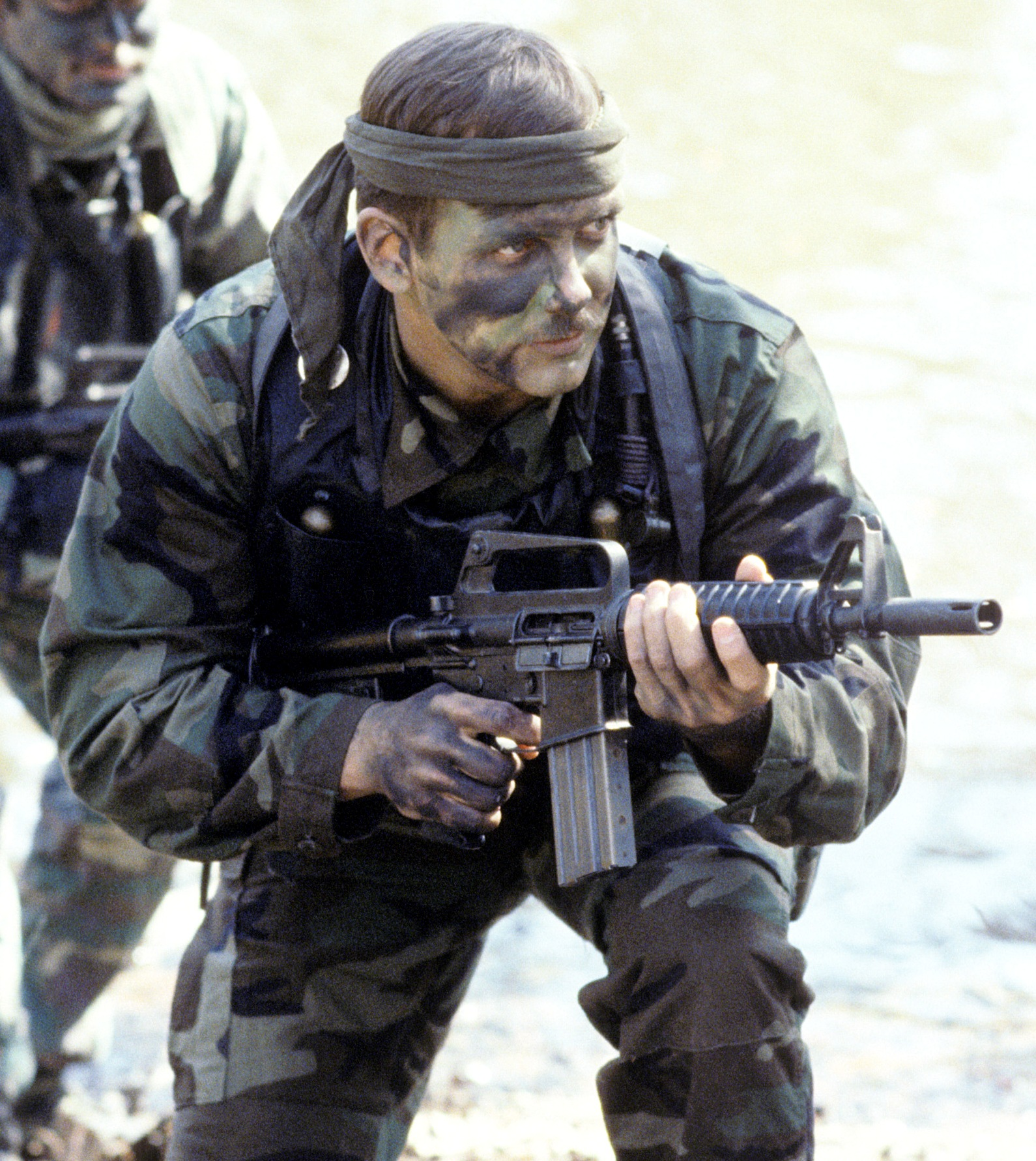
Um militar dos Estados Unidos com um Colt AR-15.

O Colt Automatic Rifle-15 ou CAR-15 era uma família de armas de fogo baseadas no rifle M16 comercializadas pela Colt nos anos 60 e início dos anos 70. No entanto, o termo "CAR-15" é mais comumente associado com o Colt Commando (AKA: XM177), essas carabinas de fogo seletivo têm canos ultracurtos de 10,5 polegadas (270 mm) e 11,5 polegadas (290 mm) com supressores de flash de grandes dimensões.
O nome CAR-15 foi uma tentativa de voltar a associar o nome AR-15 com a Colt, uma vez que o AR inicialmente representava o Rifle ArmaLite, o fabricante original do AR-15. Posteriormente, a Colt abandonou o conceito CAR-15, mas continuou a fazer variações de carabina, usando a marca "M16" para modelos de fogo seletivo e a marca "Colt AR-15" para modelos semiautomáticos. No entanto, no uso atual, "CAR-15" é o nome genérico para todas as variantes de comprimento de carabina feitas antes da carabina M4.

## Histórico
A primeira versão carabina do fuzil M16 surgiu em 1965 com o nome de CAR-15, era destinado as forças especiais que combatiam no Vietnã. Era simplesmente um M16 original com um cano de 10 polegadas ao invés das 20 do M16 padrão e com o guarda-mão encurtado em 3 polegadas em forma triangular e com uma coronha regulável feita em plástico. A Colt também desenvolveu um CAR-15 para a USAF destinada a pilotos de aviões ou helicópteros abatidos, esta versão tinha um guarda-mão tubular e por alguma razão a empunhadura foi encurtado.

## Serviço
A experiência de combate da carabina não foi muito promissora em principal o grande clarão do disparo que à noite cegava o atirador e denunciava sua posição, o problema foi parcialmente resolvido com a instalação de um novo tapa-chamas, essa versão ficou conhecida como Colt 609 Comando usando também um guarda-mão tubular, o seu nome oficial no US army é XM-177E1. Em meados de 1967 algumas pequena modificações como o cano de 11,5pol (292mm) deram origem ao XM-177E2.

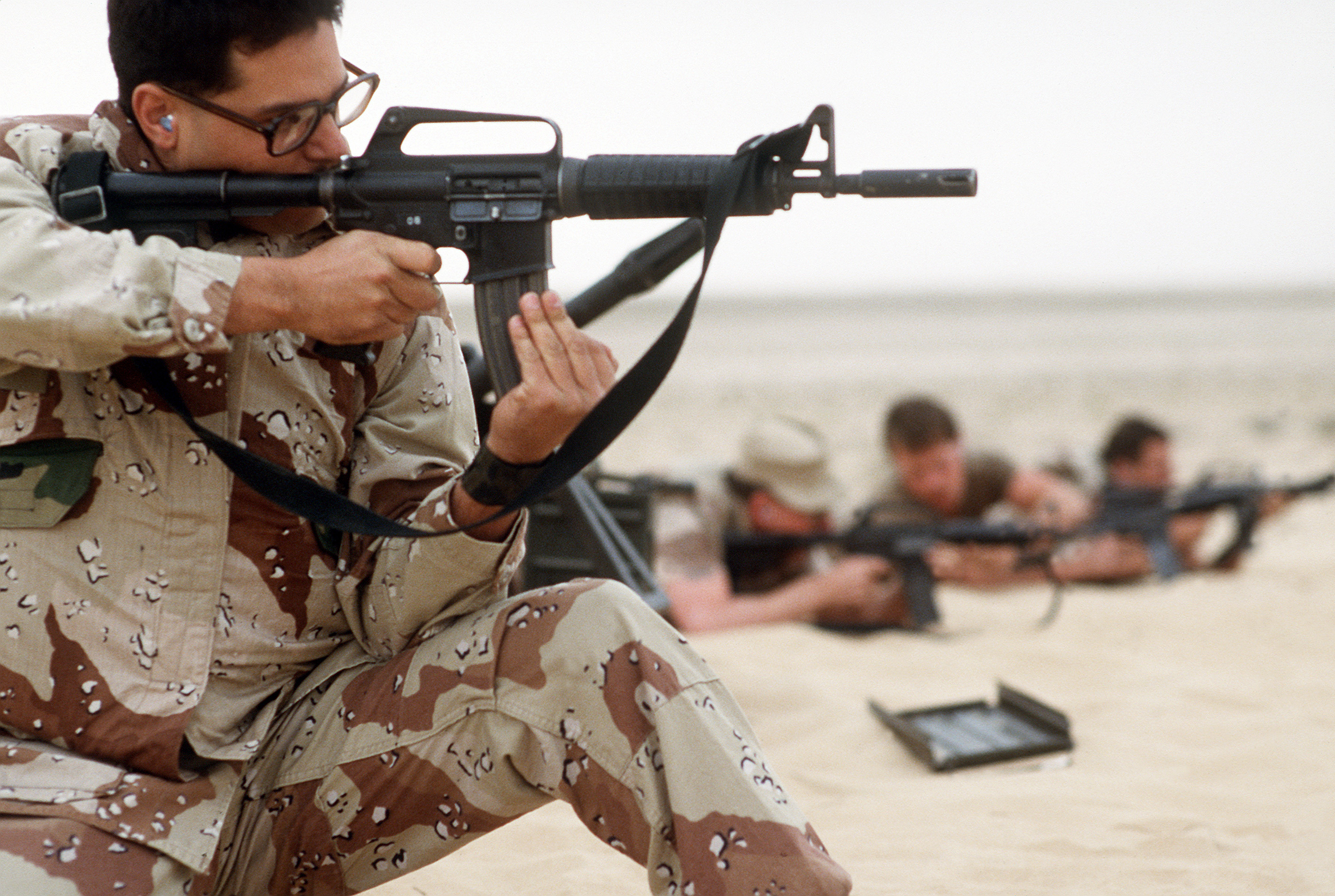
Um policial de segurança da USAF aponta seu Colt Commando durante uma demonstração de fogo real, parte da Operação Escudo do Deserto. Note: grande flash hider

Mais tarde, com a introdução do M16A2 e M16A3 a Colt introduziu a rajada de 3 tiros.
As carabinas Colt atuais baseia-se nos receptores dos M16A2 e A3 com canos de 11,5pol e são utilizadas pelas forças especiais americanas e por algumas forças estrangeiras tais como os mergulhadores S-13 de Israel.

## Descrição técnica
Do ponto de vista técnico o CAR-15 é semelhante ao M16, com as mesmas técnicas de construção com ligas leves, operando por ação diretas de gases com trancamento do ferrolho por rotação, Atualmente o CAR-15 são fornecidos com carregadores padrão de 30 cartuchos e são compatíveis com qualquer carregador padrão M16 incluindo os Beta-C de 100 cartuchos.